# 알렉상드르 체르니아틴스키
알렉상드르 "알렉스" 체르니아틴스키(프랑스어: Alexandre "Alex" Czerniatynski, 1960년 7월 28일, 에노 주 샤를루아 ~)는 벨기에의 전직 축구 선수로, 현역 시절 스트라이커로 활약했다.

## 클럽 경력
체르니아틴스키는 스포르팅 샤를루아, 로열 앤트워프, 안데를레흐트, 스탕다르 리에주를 돌고 앤트워프를 복귀하고, 메헬렌, 헤르미날 에케런, 그리고 티외르-리에주에서 활동했다. 그는 앤트워프 일원으로 1993년에 파르마를 상대로 구단 마지막 유럽대항전 경기를 치렀고, 앞서 1983년과 1984년에는 2번의 유럽대항전 결승전에 출전했다.(후자의 대회에서는 득점도 기록) 안데를레흐트는 소속 구단을 이끌고 1990년에 8강 입상했다.

## 국가대표팀 경력
체르니아틴스키는 벨기에 국가대표팀에서 31번의 경기를 출전해 6골을 기록했다. 그는 자국을 대표로 참가해 1골을 넣은 1982년 월드컵은 물론 1994년 월드컵과 유로 1984 대회에도 참가했지만, 정작 두 대회에서는 교체 출전조차 하지 못했다.

## 감독 경력
2009년 4월 27일, 베베런은 체르니아틴스키 감독을 해임했다. 2010년 6월 6일, 체르니아틴스키는 올랭피크 샤를루아의 새 감독으로 취임했다.

## 수상

### 선수
안데를레흐트
- 벨기에 1부 리그: 1984–85
- UEFA컵
  - 우승: 1982–83
  - 준우승: 1983–84[2]
- 트로페 쥘 파파에르: 1983, 1985[3]

스탕다르 리에주
- 벨기에 컵 준우승: 1987–88, 1988–89[4]

로열 앤트워프
- 벨기에 컵: 1991–92
- 유러피언 컵위너스컵 준우승: 1992–93

헤르미날 에케런
- 벨기에 컵: 1996–97[6]

### 개인
- 유러피언 컵위너스컵 득점왕: 1992–93 (7골)[7]